# Anaxipha nigrithorax
Anaxipha nigrithorax är en insektsart som beskrevs av Lucien Chopard 1928. Anaxipha nigrithorax ingår i släktet Anaxipha och familjen syrsor. Inga underarter finns listade i Catalogue of Life.